# Vauhallan
 Vauhallan  es una población y comuna francesa, ubicada en la región de Isla de Francia, departamento de Essonne, en el distrito de Palaiseau y cantón de Bièvres.

## Demografía
| 1085 | 1757 | 1856 | 1775 | 1795 | 2058 |
| Para los censos de 1962 a 1999 la población legal corresponde a la población sin duplicidades (Fuente: INSEE [Consultar]) |      |      |      |      |      |